# Nicole Pircio
Nicole Pircio Nunes Duarte (Piracicaba, 24 de julho de 2002) é uma ginasta e atleta olímpica brasileira. Ela participou das Olimpíadas de Tóquio 2020.

## Biografia
Desde os seus 10 anos de idade, Nicole Pircio se envolveu com o esporte, iniciando na ginástica rítmica após se encantar com a modalidade ao assistir competições na televisão. Ao tomar conhecimento de uma seletiva em sua cidade natal, Piracicaba, através do jornal, a jovem não hesitou em se inscrever, ansiosa para praticar o esporte que tanto a fascinava. Aprovada no teste, ela rapidamente se integrou à equipe do Programa Desporto de Base (PDB), mantido pela Prefeitura de Piracicaba, onde passou três temporadas sob a orientação das professoras Helena Macchi e Mariana Winterstein. Foi em Piracicaba que Nicole Pircio não apenas consolidou sua paixão pela ginástica rítmica, mas também adquiriu os fundamentos essenciais da modalidade.
Aos 15 anos, em 2017, a ginasta foi escalada para fazer parte da Seleção Brasileira de conjunto de ginástica rítmica, grupo comandado pela treinadora Camila Ferezin. Inicialmente ela passou pelo período de avaliação, convidada pela Confederação Brasileira de Ginástica (CBG) junto com outras 10 atletas, antes de ser oficialmente convocada. Os treinamentos oficiais começaram logo no ano seguinte, alguns meses após a integração na seleção.
Na Copa do Mundo de Ginástica Rítmica 2018 em Guadalajara, na Espanha, Nicole teve seu primeiro carimbo internacional ao se classificar, junto com a seleção, para a final do campeonato.
Ela fez parte da equipe que competiu nos Jogos Olímpicos de Tóquio 2020, junto com Duda Arakaki, Deborah Medrado, Geovanna Santos e Beatriz Linhares. A equipe fez 3.250 pontos na soma das duas rotações e terminou em 12° lugar na competição.
O Campeonato Pan-Americano de Ginástica de 2022, no Rio, rendeu 3 medalhas para a Seleção Brasileira, que Nicole faz parte. O ouro foi na prova conjunto geral, com 62,200 pontos, e na série de 5 arcos, com a pontuação de 33,150. A prata foi na série mista (bolas e fitas) com 29,050 pontos.
No Copa do Mundo de Ginástica Rítmica de 2023, que aconteceu em Cluj-Napoca, na Romênia, Nicole conquistou o bronze na prova de conjunto geral, pontuando 64.500.
Após conquistar a 6ª colocação no Campeonato Mundial de Ginástica Rítmica de 2023, em Valência, na Espanha, a equipe que Nicole faz parte garantiu uma vaga nas Olimpíadas de Paris 2024. Conjunto brasileiro fica em quarto na prova dos 5 arcos.
Nicole participou dos Jogos Pan-Americanos de Santiago 2023 e, ao lado de Bárbara Galvão, Giovanna Oliveira, Victoria Borges, e Gabriella Coradine, levou mais um ouro para o Brasil na competição conjunto da prova mista.

## Títulos
Copa do Mundo de Ginástica Rítmica
- Bronze: conjunto (Cluj-Napoca, 2023)[13]

Jogos Pan-Americanos
- Ouro: conjunto misto (Santiago, 2023)[20]